# Hrabstwo Cerdanyi

Herb Hrabstwa

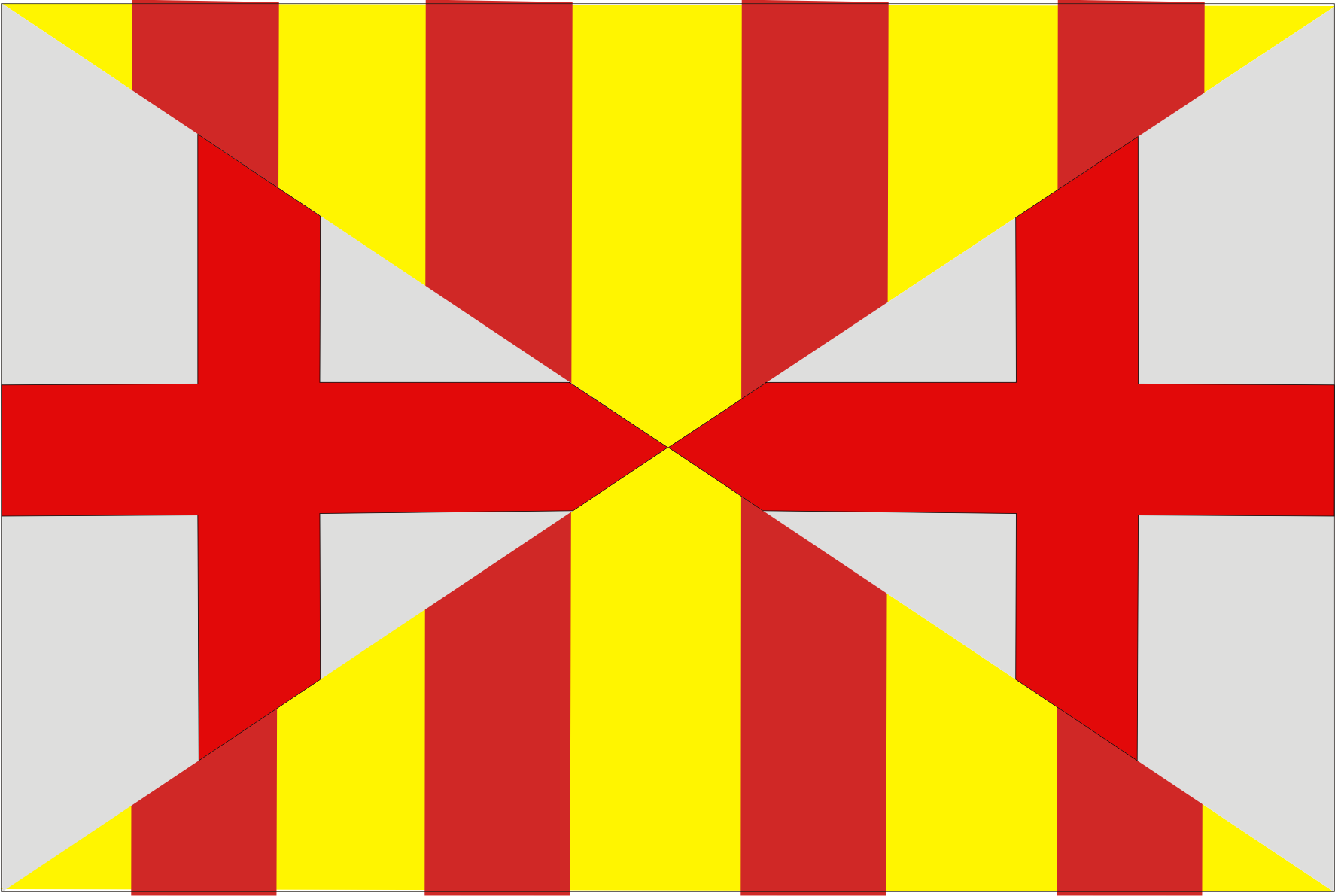
Flaga Hrabstwa

Cerdanya na współczesnej mapie pogranicza francusko-hiszpańskiego

Hrabstwo Cerdanyi (kat. Comtat de Cerdanya, hiszp. Condado de Cerdaña, fr. Comté de Cerdagne) – historyczne hrabstwo w Katalonii, położone w Pirenejach.
W początkowym okresie swojego istnienia Cerdanya zaliczana była do Marchii Hiszpańskiej – wspólnoty chrześcijańskich terytoriów comarcas sprzymierzonych z Frankami celem obrony przed ekspansją kalifatu islamskiego. Pierwszym hrabią był wizygocki szlachcic Borrell, który władał hrabstwem na przełomie VIII i IX wieku. Kolejni hrabiowie Cerdanyi związani byli już z dynastiami panującymi w Hrabstwie Barcelony oraz Hrabstwie i Królestwie Aragonii.
W 1403 roku hrabstwo zostało w pełni inkorporowane do Aragonii.
W 1659 roku na mocy traktatu pirenejskiego tereny dawnego hrabstwa zostały podzielone między Francję i Hiszpanię. Po podziale przyjęło się potocznie określać (w języku katalońskim):
- część południową, hiszpańską jako Baixa Cerdanya (hiszp. (Baja) Cerdaña),
- część północną, francuską jako Alta Cerdanya (fr. Cerdagne).

Nazwa Cerdanya zachowała się w Hiszpanii jako obowiązująca dla jednostek terytorialnych do czasów współczesnych. Terytorium po francuskiej stronie granicy stanowi okręg wyborczy (kanton) pod nazwą Saillagouse.

## Źródła zewnętrzne
Véase J. Pujades, Crónica Universal del Principado de Cataluña, Barcelona 1829